# Center (Kolorado)
Center – miasto w Stanach Zjednoczonych, w stanie Kolorado, w hrabstwie Rio Grande.